# Ardisia tinifolia
Ardisia tinifolia är en viveväxtart som beskrevs av Olof Swartz. Ardisia tinifolia ingår i släktet Ardisia och familjen viveväxter. Inga underarter finns listade i Catalogue of Life.